# С любов
„С любов“ е български игрален филм от 1975 година на режисьора Яким Якимов.

## Актьорски състав
Не е налична информация за актьорския състав.